# Eerste divisie 1959/60 (promotiecompetitie)/Wedstrijden
Het Nederlandse Eerste divisie voetbal uit het seizoen 1959/60 kende aan het einde van de reguliere competitie een promotiecompetitie. De winnaar van de promotiecompetitie zou promoveren naar de Eredivisie.

## Speelronde 1
|             |                    |       |                                        |                                                                                       |
| 26 mei 1960 | VSV                | 1 – 2 | NOAD                                   | Stadion: Schoonenberg, Velsen Toeschouwers: 9.000 Scheidsrechter: Andries van Leeuwen |
| 26 mei 1960 | Ger Farenhorst 65' |       | 40' Nico de Bruijn 86' Gerrit Wilborts | Stadion: Schoonenberg, Velsen Toeschouwers: 9.000 Scheidsrechter: Andries van Leeuwen |
| 26 mei 1960 |                    |       |                                        | Stadion: Schoonenberg, Velsen Toeschouwers: 9.000 Scheidsrechter: Andries van Leeuwen |
| 26 mei 1960 |                    |       |                                        | Stadion: Schoonenberg, Velsen Toeschouwers: 9.000 Scheidsrechter: Andries van Leeuwen |
|             |                    |       |                                        |                                                                                       |

|             |                                                                   |       |         |                                                                             |
| 26 mei 1960 | D.F.C.                                                            | 4 – 0 | Vitesse | Stadion: Krommedijk, Dordrecht Toeschouwers: 8.000 Scheidsrechter: Leo Horn |
| 26 mei 1960 | Jan van Sluijsdam 13' Ad van Lent 15' (e.d.) Hans de Vos 33', 78' |       |         | Stadion: Krommedijk, Dordrecht Toeschouwers: 8.000 Scheidsrechter: Leo Horn |
| 26 mei 1960 |                                                                   |       |         | Stadion: Krommedijk, Dordrecht Toeschouwers: 8.000 Scheidsrechter: Leo Horn |
| 26 mei 1960 |                                                                   |       |         | Stadion: Krommedijk, Dordrecht Toeschouwers: 8.000 Scheidsrechter: Leo Horn |
|             |                                                                   |       |         |                                                                             |

## Speelronde 2
|             |                                    |       |                  |                                                                                            |
| 29 mei 1960 | NOAD                               | 2 – 1 | D.F.C.           | Stadion: Gemeentelijk Sportpark, Tilburg Toeschouwers: 12.000 Scheidsrechter: Joop Martens |
| 29 mei 1960 | Nico de Bruijn 66' Frits Louer 87' |       | 84' Wim de Kreek | Stadion: Gemeentelijk Sportpark, Tilburg Toeschouwers: 12.000 Scheidsrechter: Joop Martens |
| 29 mei 1960 |                                    |       |                  | Stadion: Gemeentelijk Sportpark, Tilburg Toeschouwers: 12.000 Scheidsrechter: Joop Martens |
| 29 mei 1960 |                                    |       |                  | Stadion: Gemeentelijk Sportpark, Tilburg Toeschouwers: 12.000 Scheidsrechter: Joop Martens |
|             |                                    |       |                  |                                                                                            |

|             |                     |       |     |                                                                                          |
| 29 mei 1960 | Vitesse             | 1 – 0 | VSV | Stadion: Nieuw-Monnikenhuize, Arnhem Toeschouwers: 13.000 Scheidsrechter: André La Croix |
| 29 mei 1960 | Bert Theunissen 90' |       |     | Stadion: Nieuw-Monnikenhuize, Arnhem Toeschouwers: 13.000 Scheidsrechter: André La Croix |
| 29 mei 1960 |                     |       |     | Stadion: Nieuw-Monnikenhuize, Arnhem Toeschouwers: 13.000 Scheidsrechter: André La Croix |
| 29 mei 1960 |                     |       |     | Stadion: Nieuw-Monnikenhuize, Arnhem Toeschouwers: 13.000 Scheidsrechter: André La Croix |
|             |                     |       |     |                                                                                          |

## Speelronde 3
|             |                                               |       |        |                                                                               |
| 1 juni 1960 | VSV                                           | 3 – 0 | D.F.C. | Stadion: Schoonenberg, Velsen Toeschouwers: 6.000 Scheidsrechter: Wim Beltman |
| 1 juni 1960 | Cor van der Hijden 5', 56' Ger Farenhorst 88' |       |        | Stadion: Schoonenberg, Velsen Toeschouwers: 6.000 Scheidsrechter: Wim Beltman |
| 1 juni 1960 |                                               |       |        | Stadion: Schoonenberg, Velsen Toeschouwers: 6.000 Scheidsrechter: Wim Beltman |
| 1 juni 1960 |                                               |       |        | Stadion: Schoonenberg, Velsen Toeschouwers: 6.000 Scheidsrechter: Wim Beltman |
|             |                                               |       |        |                                                                               |

|             |                        |       |      |                                                                                         |
| 1 juni 1960 | Vitesse                | 1 – 0 | NOAD | Stadion: Nieuw-Monnikenhuize, Arnhem Toeschouwers: 14.000 Scheidsrechter: Dirk van Male |
| 1 juni 1960 | Leo de Kleermaeker 32' |       |      | Stadion: Nieuw-Monnikenhuize, Arnhem Toeschouwers: 14.000 Scheidsrechter: Dirk van Male |
| 1 juni 1960 |                        |       |      | Stadion: Nieuw-Monnikenhuize, Arnhem Toeschouwers: 14.000 Scheidsrechter: Dirk van Male |
| 1 juni 1960 |                        |       |      | Stadion: Nieuw-Monnikenhuize, Arnhem Toeschouwers: 14.000 Scheidsrechter: Dirk van Male |
|             |                        |       |      |                                                                                         |

## Speelronde 4
|             |                             |       |                        |                                                                                        |
| 6 juni 1960 | NOAD                        | 1 – 1 | Vitesse                | Stadion: Gemeentelijk Sportpark, Tilburg Toeschouwers: 12.000 Scheidsrechter: Leo Horn |
| 6 juni 1960 | Wim van der Kruk 81' (e.d.) |       | 24' Leo de Kleermaeker | Stadion: Gemeentelijk Sportpark, Tilburg Toeschouwers: 12.000 Scheidsrechter: Leo Horn |
| 6 juni 1960 |                             |       |                        | Stadion: Gemeentelijk Sportpark, Tilburg Toeschouwers: 12.000 Scheidsrechter: Leo Horn |
| 6 juni 1960 |                             |       |                        | Stadion: Gemeentelijk Sportpark, Tilburg Toeschouwers: 12.000 Scheidsrechter: Leo Horn |
|             |                             |       |                        |                                                                                        |

|             |                                                 |       |     |                                                                                   |
| 6 juni 1960 | D.F.C.                                          | 5 – 0 | VSV | Stadion: Krommedijk, Dordrecht Toeschouwers: 6.500 Scheidsrechter: André La Croix |
| 6 juni 1960 | Wim de Kreek 36', 47', 58', 77' Koos Schaap 76' |       |     | Stadion: Krommedijk, Dordrecht Toeschouwers: 6.500 Scheidsrechter: André La Croix |
| 6 juni 1960 |                                                 |       |     | Stadion: Krommedijk, Dordrecht Toeschouwers: 6.500 Scheidsrechter: André La Croix |
| 6 juni 1960 |                                                 |       |     | Stadion: Krommedijk, Dordrecht Toeschouwers: 6.500 Scheidsrechter: André La Croix |
|             |                                                 |       |     |                                                                                   |

## Speelronde 5
|              |                                                                                                  |       |                    |                                                                                                |
| 12 juni 1960 | NOAD                                                                                             | 6 – 1 | VSV                | Stadion: Gemeentelijk Sportpark, Tilburg Toeschouwers: 7.000 Scheidsrechter: Huib van den Berg |
| 12 juni 1960 | Piet Ebbing 1' Johnny van der Velde 6', 53' Jan Rombout 24' Tini van Osch 80' Nico de Bruijn 82' |       | 70' Ger Farenhorst | Stadion: Gemeentelijk Sportpark, Tilburg Toeschouwers: 7.000 Scheidsrechter: Huib van den Berg |
| 12 juni 1960 |                                                                                                  |       |                    | Stadion: Gemeentelijk Sportpark, Tilburg Toeschouwers: 7.000 Scheidsrechter: Huib van den Berg |
| 12 juni 1960 |                                                                                                  |       |                    | Stadion: Gemeentelijk Sportpark, Tilburg Toeschouwers: 7.000 Scheidsrechter: Huib van den Berg |
|              |                                                                                                  |       |                    |                                                                                                |

|              |                  |       |                 |                                                                                               |
| 12 juni 1960 | Vitesse          | 1 – 1 | D.F.C.          | Stadion: Nieuw-Monnikenhuize, Arnhem Toeschouwers: 18.000 Scheidsrechter: Andries van Leeuwen |
| 12 juni 1960 | Ben Snelders 27' |       | 3' Jan de Jager | Stadion: Nieuw-Monnikenhuize, Arnhem Toeschouwers: 18.000 Scheidsrechter: Andries van Leeuwen |
| 12 juni 1960 |                  |       |                 | Stadion: Nieuw-Monnikenhuize, Arnhem Toeschouwers: 18.000 Scheidsrechter: Andries van Leeuwen |
| 12 juni 1960 |                  |       |                 | Stadion: Nieuw-Monnikenhuize, Arnhem Toeschouwers: 18.000 Scheidsrechter: Andries van Leeuwen |
|              |                  |       |                 |                                                                                               |

## Speelronde 6
|              |                                     |       |                                                            |                                                                                   |
| 19 juni 1960 | D.F.C.                              | 2 – 3 | NOAD                                                       | Stadion: Krommedijk, Dordrecht Toeschouwers: 11.000 Scheidsrechter: Dirk van Male |
| 19 juni 1960 | Bertus Los 33' Joop van Linstee 77' |       | 17' Jan Rombout 53' Johnny van der Velde 82' Tini van Osch | Stadion: Krommedijk, Dordrecht Toeschouwers: 11.000 Scheidsrechter: Dirk van Male |
| 19 juni 1960 |                                     |       |                                                            | Stadion: Krommedijk, Dordrecht Toeschouwers: 11.000 Scheidsrechter: Dirk van Male |
| 19 juni 1960 |                                     |       |                                                            | Stadion: Krommedijk, Dordrecht Toeschouwers: 11.000 Scheidsrechter: Dirk van Male |
|              |                                     |       |                                                            |                                                                                   |

|              |              |       |                        |                                                                                   |
| 19 juni 1960 | VSV          | 1 – 1 | Vitesse                | Stadion: Schoonenberg, Velsen Toeschouwers: 7.000 Scheidsrechter: Janus Aalbrecht |
| 19 juni 1960 | Cor Brom 75' |       | 83' Leo de Kleermaeker | Stadion: Schoonenberg, Velsen Toeschouwers: 7.000 Scheidsrechter: Janus Aalbrecht |
| 19 juni 1960 |              |       |                        | Stadion: Schoonenberg, Velsen Toeschouwers: 7.000 Scheidsrechter: Janus Aalbrecht |
| 19 juni 1960 |              |       |                        | Stadion: Schoonenberg, Velsen Toeschouwers: 7.000 Scheidsrechter: Janus Aalbrecht |
|              |              |       |                        |                                                                                   |